# Tử hình ở Costa Rica
Hình phạt tử hình đã được bãi bỏ ở Costa Rica vào năm 1877. Costa Rica, một trong nhiều quốc gia, đã cấm tử hình vào năm 1882. Costa Rica là một trong ba quốc gia bãi bỏ án tử hình đối với mọi tội phạm vào đầu thế kỷ 20. Ngày 7 tháng 11 năm 1969, Costa Rica tham dự Công ước Hoa Kỳ về Nhân quyền. Costa Rica và Hoa Kỳ đã ký một hiệp ước dẫn độ vào ngày 10 tháng 11 năm 1922 liên quan đến án tử hình. Bộ trưởng Bộ Ngoại giao Costa Rica tuyên bố "đó là được hiểu rằng chính phủ Hợp chúng quốc Hoa Kỳ đảm bảo rằng hình phạt tử hình sẽ không được thông qua đối với những tội phạm mà Costa Rica đầu hàng Hoa Kỳ vì bất kỳ tội nào được liệt kê trong hiệp ước nói trên ”.